# Clara Shortridge Foltz
Clara Shortridge Foltz   (New Lisbon, 16 de juliol de 1849 - Los Angeles, 2 de setembre de 1934) fou la primera advocada de la Costa oest estatunidenca, pionera en la idea del torn d'ofici. L'edifici dels Tribunals Criminals de Los Angeles fou rebatejat amb el seu nom el 2002.(1)

## Primers anys i educació
Foltz tenia com a nom de soltera Carrie Shortridge; va nàixer a Lafayette (Indiana), sos pares s'anomenaven Telitha i Elias Shortridge (advocat i predicador). Durant la Guerra de Secessió, la família es traslladà a Mount Pleasant (Iowa), on Foltz va assistir a una escola mixta (encara rares en aquella època). Al desembre del 1864, amb 15 anys, s'escapà amb un granger i veterà de la guerra anomenat Jeremiah D. Foltz. Van tenir dificultats per a mantenir la família que havien fundat. Van viure a Portland, Oregon i a San José (Califòrnia) el 1872. Durant aquest temps, ella col·laborà amb articles al New Northwest i el San Jose Mercury.(1)
Al voltant del 1876, el seu marit els va abandonar, a ella i els seus cinc fills. Començà a estudiar lleis en l'oficina d'un jutge local, en part gràcies al suport de la sufragista Sarah Knox-Goodrich. També va donar conferències públiques, a partir del 1877, sobre el sufragi femení.

## Carrera legal

### Col·legi d'advocats de Califòrnia
Foltz volia passar l'examen del Col·legi d'advocats; la llei de Califòrnia, però, només permetia als homes blancs fer-se'n membres. Foltz creà un projecte de llei estatal, conegut com el "Projecte de la dona advocada", que reemplaçava en el text "home blanc" per "persona" i al setembre del 1878 passà l'examen i va ser la primera dona del Col·legi d'advocats de Califòrnia, i la primera advocada de la Costa Oest. Com que havia rebut poca educació formal, desitjava estudiar en la primera escola de lleis de Califòrnia. Al costat de la seua amiga Laura de Force Gordon, Foltz volgué matricular-se en el Hastings College of the Laws però la rebutjaren per ser dona. Per a promoure la seua causa d'igualtat, Gordon i Foltz van escriure una esmena a la constitució de l'estat de Califòrnia que deia: "Cap persona, a causa del seu sexe, podrà ser desqualificada per participar en qualsevol negoci lícit, vocació o professió." Aprofitant el projecte de Llei de la Dona Advocada i la Llei d'igualtat d'oportunitats, també ratificada en la constitució, Foltz i Gordon argumentaren que si les dones podien servir com a advocades se'ls hauria de permetre assistir a l'escola de lleis de la Universitat de Califòrnia. El jutge Morrison hi estava d'acord, i en Foltz v. Hoge va dictaminar que Foltz i Gordon havien de ser admeses en Hastings. El governador hi apel·là, i Foltz va estudiar i va passar l'examen al Col·legi d'advocats del Tribunal Suprem Estatal per a poder argumentar el seu propi cas, el qual finalment guanyà. Malgrat aconseguir l'admissió a Hastings per a totes les dones qualificades, la lluita per guanyar el cas deixà a Foltz empobrida i hagué de tornar a la seua carrera legal en comptes de seguir el seu somni d'assistir a l'escola de lleis.

### Carrera posterior
Foltz va exercir a San Francisco, San Diego; i del 1896 al 1899 a Nova York.

## Carrera política

### Oradora pública
En una època en què parlar en públic podia ser una carrera lucrativa, Foltz feu conferències a favor dels Republicans durant les campanyes del 1880, 1882 i 1884. El 1886 es va convertir en demòcrata, i a l'hivern d'aquell any feu conferències a Wisconsin, Illinois i a Iowa.(3)

### Sufragi
Foltz fou una dirigent del moviment sufragista. Durant una carrera que abastà 56 anys, Foltz impulsà quasi sense ajuda una gran quantitat de legislació progressista per als drets de les dones en el sufragi i en la llei.(3)

### Defensa pública
En l'Exposició Mundial Colombina de Chicago del 1893, durant un congrés de la Junta de dames, Foltz realitzar la primera presentació pública de la seua idea del defensor públic o torn d'ofici:  proporcionar assistència legal a acusats criminals indigents es fa hui en tot els Estats Units.(3)

## Altres assoliments
Foltz fou notable per moltes "primícies": primera empleada del Comité Judicial de l'Assemblea Estatal (1880); primera dona de la Junta de Correccions de l'Estat; primera dona amb llicència per a exercir de notària pública; primera dona nomenada directora d'un banc important; i, al 1930, primera dona a presentar-se a governadora de Califòrnia, a l'edat de 81 anys.(3) 
El 1910, l'assignaren a l'oficina del Fiscal de Districte de Los Angeles, i fou la primera fiscal de districte adjunta dels Estats Units. Participà en el moviment pel sufragi femení, i fou l'autora de l'esmena del Vot de les Dones per a Califòrnia el 1911. Foltz també va criar els seus cinc fills durant molt de temps com a mare sola, i animava les dones a no abandonar les funcions domèstiques.(3)
També va fundar i publicar el San Diego Daily Bee, i la New American Woman Magazine, per a la qual escrigué una columna cada mes fins a la seua mort.(3)

## Família
Un germà de Foltz, Samuel M. Shortridge, fou senador al 1920 i hi va servir dos terminis. Foltz li donà suport en la campanya, tot i que en campanyes anteriors havia discrepat amb ell sobre temes clau com els aranzels.(4) 

## Mort
Foltz va morir als 85 anys a Los Angeles el 2 de setembre del 1934. Els portadors del fèretre eren el governador Frank Merriam i alguns jutges federals i estatals. Fou incinerada i les seues cendres enterrades al Cementeri Inglewood Park del comtat de Los Angeles.(4)

## Reconeixement pòstum
Davant la insistència del seu alumnat femení, el Hastings College of the Law concedí a Foltz un títol pòstum de doctora en Dret, al 1991. A més a més, l'espai social dins del grup d'habitatges per a estudiants de la McAllister Tower de la UC Hastings ha estat anomenat Clara S. Foltz Lounge. El 2002, els Tribunals Criminals de Los Angeles es rebatejaren Clara Shortridge Foltz.